# Margaret Mather
Pour les articles homonymes, voir Mather.
Margaret Mather, née le 21 octobre 1859 et morte le 7 avril 1898, est une actrice de théâtre canadienne.

## Biographie
Margaret Mather est née dans la pauvreté à Tilbury, dans le Canada-Ouest, sous le nom de Margaret Finlayson, fille de John Finlayson, agriculteur et mécanicien, et d'Ann Mather.
Malgré son enfance difficile, elle est l'une des actrices shakespeariennes les plus célèbres des années 1880, même si sa réputation reposait autant sur une publicité intelligente que sur son talent.
Elle joue Juliette dans Roméo et Juliette à New York au Union Square Theatre en 1885. Une forte publicité préalable a garanti une forte affluence et de nombreuses représentations sont jouées, mais la réponse à sa performance a été mitigée. Même si elle frappait par son physique et son énergie, de nombreux critiques la trouvaient trop inconvenante et autoritaire, en particulier dans les pièces suivantes. Dans les années qui suivirent, elle parcourt le pays et retourne à New York. Ses rôles remarquables incluent Lady Macbeth, le rôle titre dans La Demoiselle de Lyon de Bulwer-Lytton et dans Leah the Forsaken d'Augustin Daly.
Elle subit un échec manifeste dans le rôle de Jeanne d'Arc dans une traduction de la pièce de Jules Barbier en 1890. Après un premier mariage avec Emil Haberkorn, chef d'orchestre, en 1887, elle se remarie en 1892, un mois après son divorce, avec Gustave Pabst, héritier de la Pabst Brewing Company. Elle met un terme à sa carrière à la demande de la famille de son époux. Mais ils divorcent en 1895 après qu'elle l'aurait frappé avec une cravache. Elle revient sur scène dans le rôle d'Imogène dans Cymbeline. La production, au Wallack's Theatre, est somptueuse, coûtant quarante mille dollars, mais c'est un échec. La pièce est trop peu connue pour attirer un large public. Elle participe à une tournée aux États-Unis et au Canada en 1883-1884 dans le rôle de Juliette et dans Comme il vous plaira.
Elle souffre d'une maladie chronique, la maladie de Bright, nommée aujourd'hui néphrite,. Alors qu'elle joue Cymbeline de Shakespeare, elle s'écroule inconsciente pendant la représentation et meurt peu de temps après. C'est le 7 avril 1898 à Charleston, en Virginie occidentale. Mather est enterrée dans une des robes blanches de Juliette, son rôle le plus connu, au cimetière Elmwood à Détroit.

## Galerie

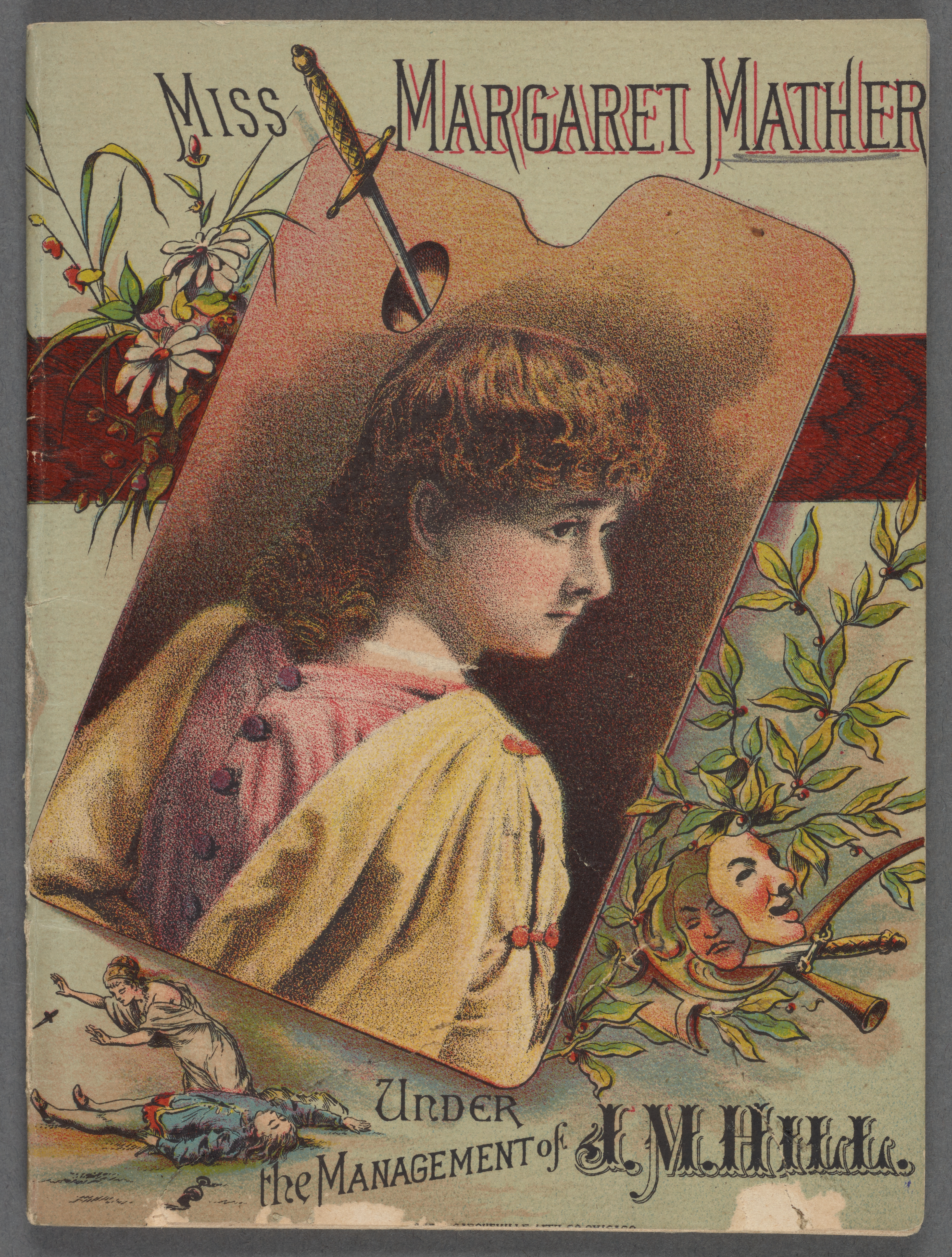
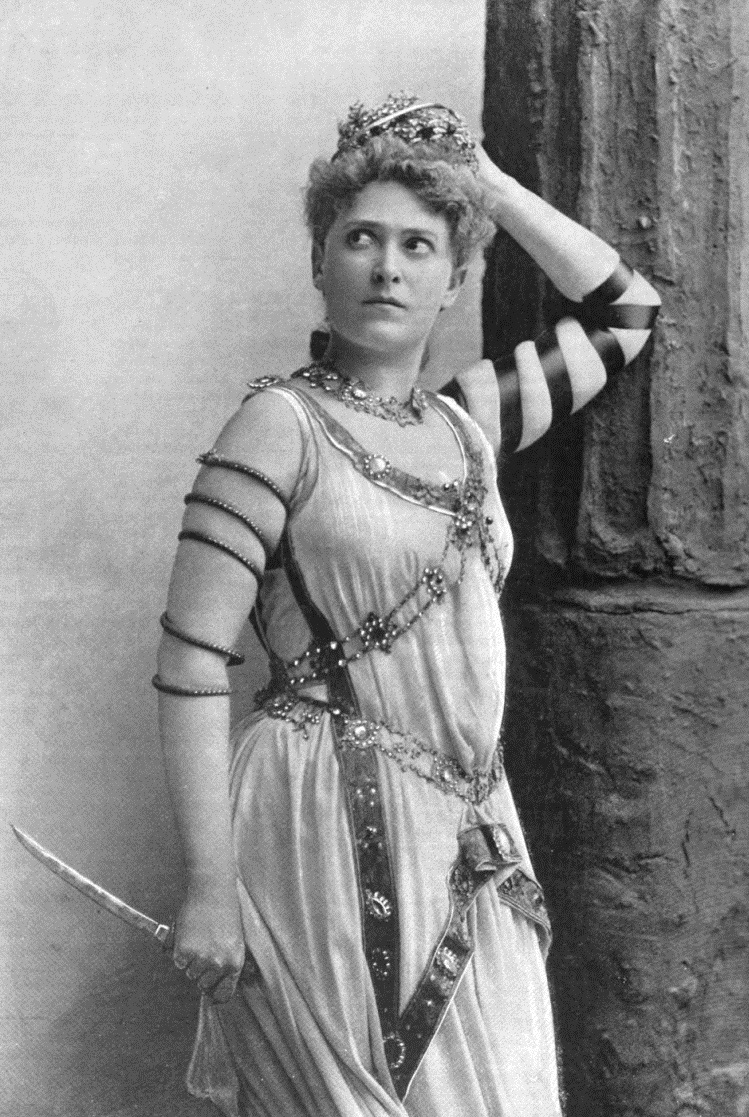
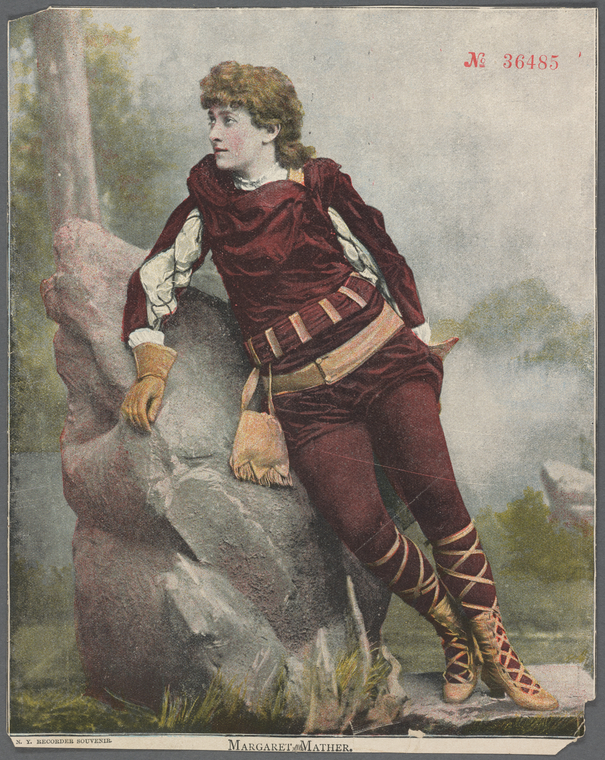
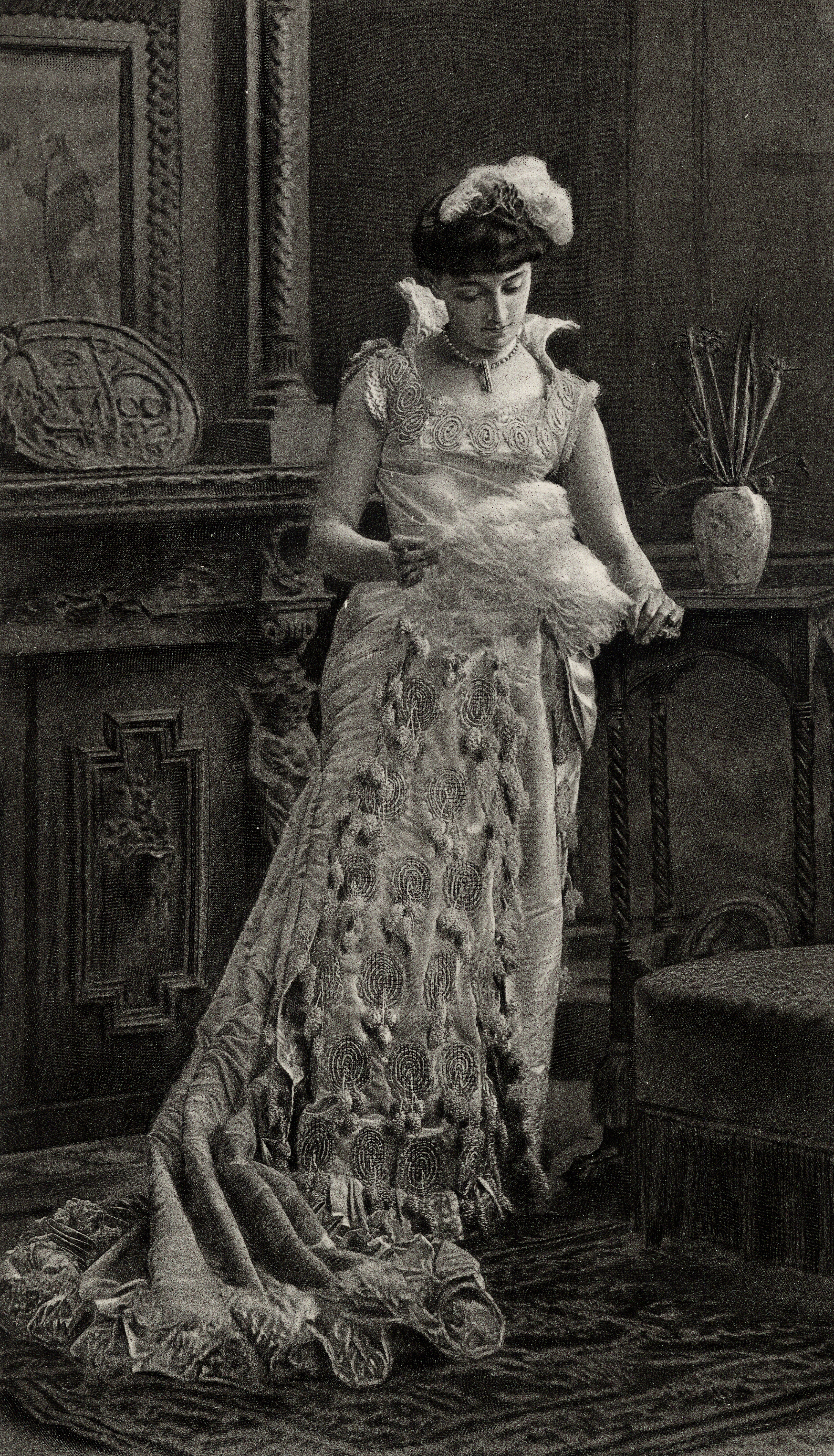
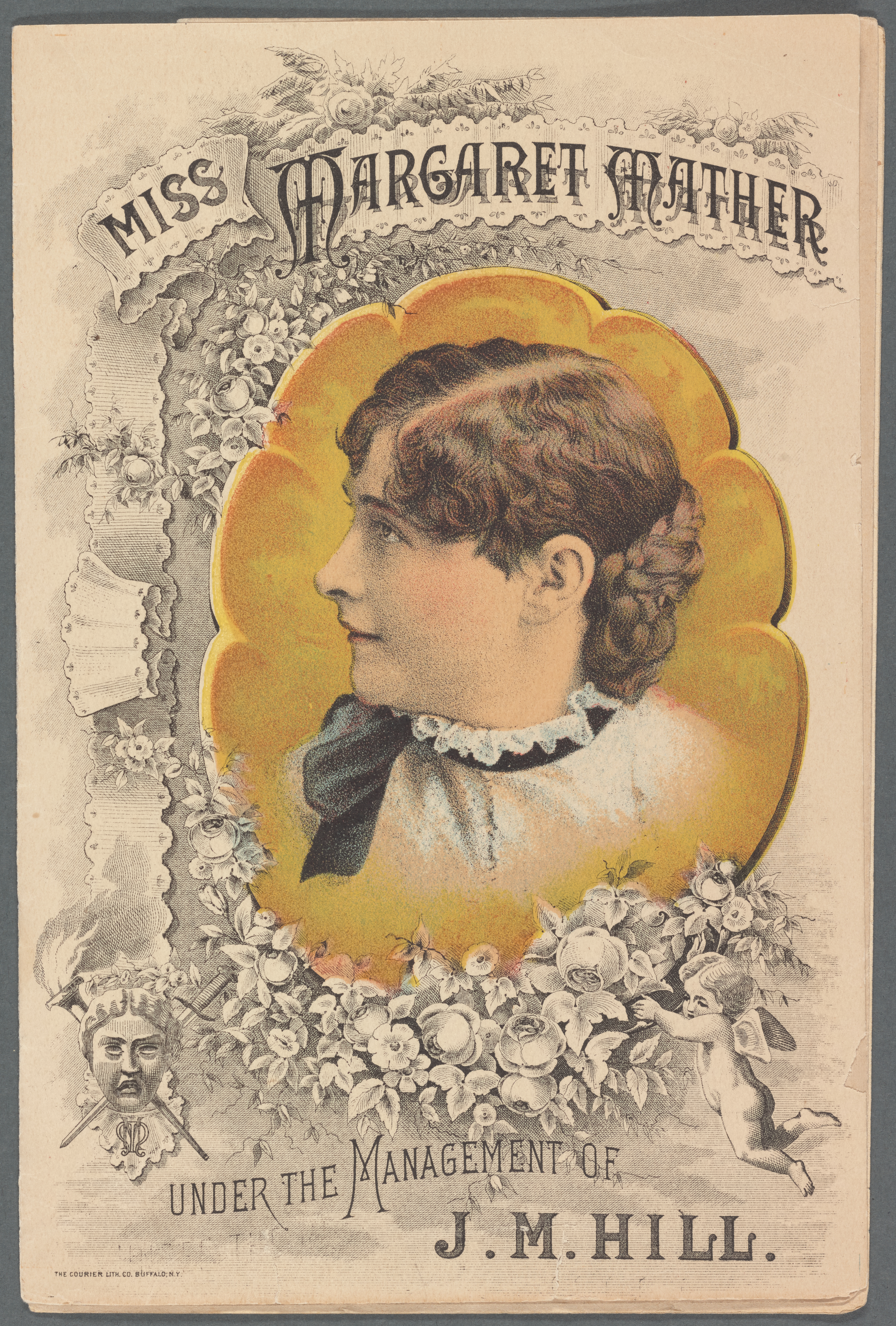